# GLaDOS
본 문서의 이해를 돕기 위한 비자유 그림이 있습니다. 
링크의 파일을 직접 올려 주세요

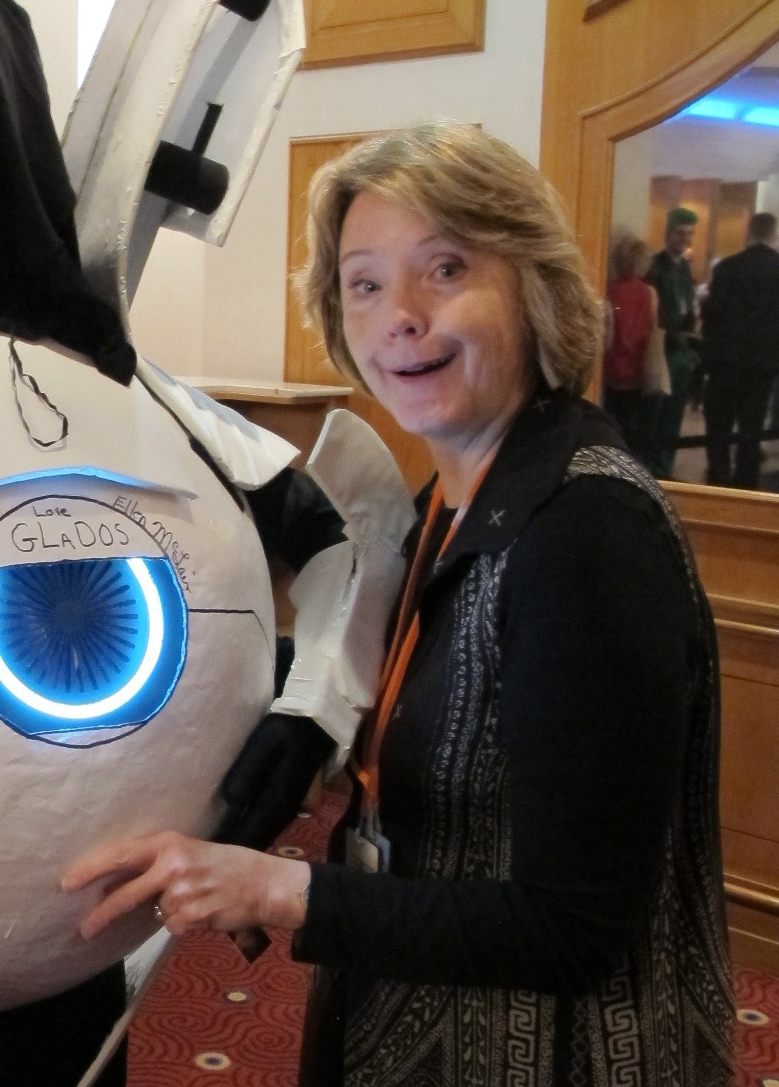
GLaDOS의 성우 엘렌 멕클레인

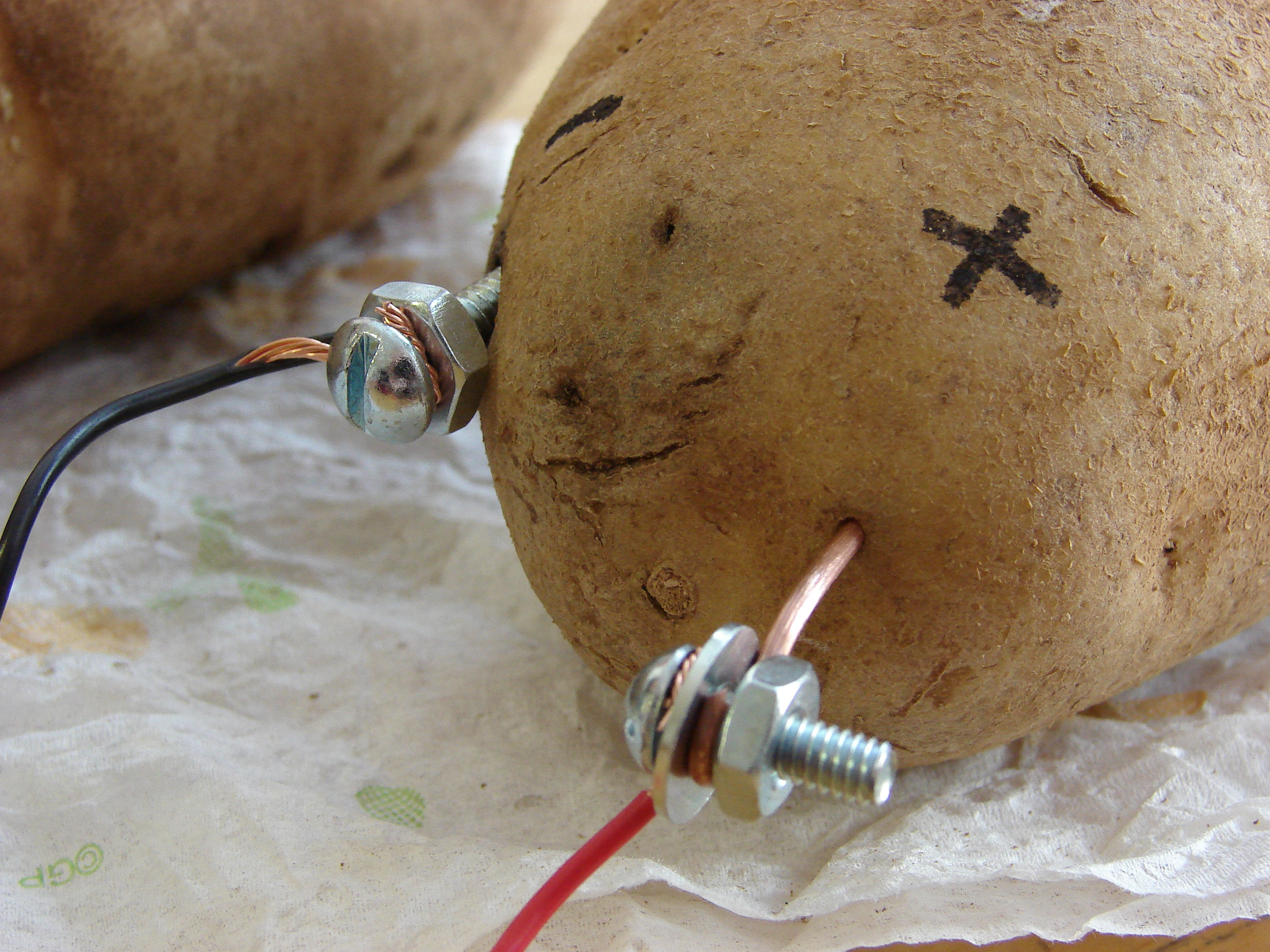
감자가 된 GLaDOS

GLaDOS(글라도스, Genetic Life form and Disk Operating System: 유전적 생체모형 디스크 운영 체계)는 비디오 게임 포탈 시리즈에 등장하는 애퍼처 사이언스의 인공지능 슈퍼 컴퓨터이다. GLaDOS의 성우는 싱어송라이터 엘런 매클레인이다.

## 포탈에서
포탈에서 GLaDOS는 스스로 사고할 수 있는 인공지능을 가졌으며, 재량 행사권에 따라 애퍼처 사이언스 실험 내에서 다양한 트리거를 작동시킬 수 있는 능력이 있다. 중앙 컴퓨터실에서 인공지능을 설치했으며, 글라도스의 인공지능은 이에 의해 관리된다.
감정 표현 체계를 습득했기 때문에 인간과 동일한 감정적 사고능력도 가지고 있다. 이에 관한 제어는 3종류의 감정 관리 장치(호기심코어, 지식코어, 분노코어)에 애퍼처 사이언스에서는 혹여나 모를 GLaDOS의 감정적 오류로부터 빚어질 사고를 막기 위해 윤리 기억 제어 장치를 하나 더 설치했다. 이는 그 이전에 실행되었던 여러 차례의 시험 작동 동안 GLaDOS가 직원들을 살해하려 시도했기 때문이다. 하지만 그것조차 부질없는 일로, 또 한번 폭주한 GLaDOS로 인해 GLaDOS가 위치한 연구소 내의 사람들이 죽게 되고, 이들을 제외한 나머지도 때마침(대공명 현상으로 인한 대혼란이 벌어질 무렵으로 추정) 연구소를 나가야만 했기에, 이윽고 연구소에는 거의 모든 사람들이 사라졌다. 그 뒤 GLaDOS는 아직 살아 남은 연구소 직원들을 통해 애퍼처 사이언스의 CEO인 케이브 존슨이 고안했던 '포탈' 프로젝트의 실험을 실행하기 시작했다. 이와 같은 실험은 포탈에서 등장한 00~19의 실험실을 비롯한 포탈 프로젝트 전용 집단 실험실에서 실행되었으며, 이 과정에서 상당수의 피실험자들이 죽은 것으로 보인다.

실험실을 탈출했지만 GLaDOS의 중앙 통제실에 이르기까지 보이는 모든 낙서와 흔적은 애퍼처 사이언스 직원 중 유일한 생존자인 더그 랫맨(Doug Rattman)이 GLaDOS의 감시를 피해다니며 첼을 위해 남긴 힌트임을 포탈 공식 만화 Lab Rat을 통하여 확인할 수 있다.
게임 포탈1에서는 피실험자인 첼이 깨어나고, GLaDOS는 그녀를 지켜보며 지시를 내린다. 모든 실험의 끝에 첼을 태워죽이려하던 GLaDOS는 되려 그녀에게 윤리 기억 장치를 제거당하고 더욱 폭주하게 된다. GLaDOS는 연구소 사람들을 살해했던 방식으로 신경독을 살포하고 첼이 소각로로 GLaDOS의 모든 감정적 제어 장치(코어)들을 파괴해버림으로써 GLaDOS는 활동이 정지됨으로써 그대로 파괴당한다. 첼은 애퍼처 사이언스 밖으로 나가게 되지만, 쓰러지고, 보이는 것은 연구소와 그 잔해뿐이었다. 그리고 수상한 코어(파티 에스코트 코어로 추정)가 첼을 끌고 다시 애퍼처 사이언스로 데려가 냉동 수면 상태로 만든다.

## 포탈 2에서
포탈 1의 엔딩으로부터 아주 오랜 시간이 지난 후 포탈 2에서는 첼이 동면실에서 다시 깨어난다. 휘틀리의 도움으로 애퍼처 사이언스를 탈출하려는 도중에 GLaDOS의 방을 지나가면서 탈출 엘레베이터를 작동시키던 도중 휘틀리의 실수로 GLaDOS가 깨어나게되고 GLaDOS는 휘틀리를 반파하고 첼을 다시 실험실로 보내 테스트를 시작하게 된다.
첼은 GLaDOS의 테스트를 하다가. 동행큐브와의 재회, 그리고 또 다른 생존자 렛맨의 표식을 보게 된다. 그러나 파괴되었던 휘틀리가 다시 돌아와 테스트를 하던 첼을 탈출시키고 신경독과 터릿을 무력화시키고 GLaDOS에게로 다시 간다. 그리고 코어 교체를 하여 휘틀리를 중앙 코어로 교체시킨다. 하지만 휘틀리가 배신하면서 GLaDOS를 감자배터리에 이식시킨다. (감자 배터리에 이식된 GLaDOS는 유저들 사이에서 '감자도스' 라고도 불린다) 그러던 도중 GLaDOS가 휘틀리가 지능 둔화 코어임을 알리자 휘틀리는 GLaDOS를 첼과 함께 애퍼처 사이언스의 최지하층으로 추락시킨다. GLaDOS는 까마귀에게 잡혀 둥지로 가며 첼은 케이브 존슨이 만든 테스트실을 통과하던 도중에 GLaDOS를 만나 다시 휘틀리가 있는 곳으로 올라오게 되고 이 동안 글라도스는 자신이 사장의 비서였던 캐롤린이라는 인간이였음을 깨닫는다.
휘틀리는 첼이 사라진 동안 GLaDOS가 만들어둔 실험실을 결합하고 첼 대신 터릿과 중형 저장 큐브를 섞어 만든 '프랑켄 터릿'을 만들어 실험한다. 그러다 첼이 나타나 휘틀리의 실험실을 통과하고 휘틀리는 첼이 GLaDOS를 파괴하는 영상을 본다. 그라고 나름의 계획을 세워 포탈 설치가능한 면을 없애고 폭탄을 통해 공격한다. 그리고 휘틀리의 작전에 의해 교착상태 해결 버튼이 파괴되자 달을 향해 포탈을 설치했다. 우주로 빨려들어간 첼은 휘틀리의 코어 손잡이를 잡으며 우주로 날아갈 위기를 맞지만 GLaDOS가 집게팔로 휘틀리를 우주로 내쫓고 구해준다. 다시 중앙 코어가 된 GLaDOS는 캐롤린에 대한 정보를 삭제하고 첼을 지상으로 보내준다.